# Sex Sigma

En vanlig symbol för Sex sigma.

Sex sigma (eller på engelska Six Sigma) är en metodik för förbättringsprojekt. Målet är att nå besparingar genom att minska orsaker till defekter och variation i tillverkningsprocesser och affärsprocesser. Metoden används i första hand av större producerande företag exempelvis inom tillverknings- eller fordonsindustrin i syfte att bli än mer kostnadseffektiva.

## Ursprung
Sex sigma, som program och filosofi för kvalitetsförbättringar i företag och organisationer, tog sin början på Motorola 1987. Sex sigma hämtar mycket av sin inspiration från det helhetsgrepp på kvalitetsfrågor som varit förhärskande i japanska industriföretag sedan andra världskriget. Beteckningarna på förbättringsledarna i den ganska hierarkiska struktur som utmärker förbättringsprogrammet ("Black Belts", "Champions" med mera.) har också sina rötter i japansk kampsport (karate).

## Namn
Namnet Sex sigma är hämtat från matematiken, där den grekiska bokstaven σ (sigma) används för att beteckna spridningsmåttet av en standardavvikelse.
För att nå Sex sigma-kvalitet ska processen producera mindre än 3,4 fel per miljon producerade felmöjligheter, om man antar att data är normalfördelade.
Industriella processer har spridning. Förhållandet mellan processens spridning och toleransområdet för egenskapen skall egentligen vara sådant att det inte finns någon risk för att felaktiga detaljer tillverkas. Om processens spridning ligger utanför toleransområdet kommer det statistiskt sett att förekomma detaljer som är utanför tolerans. Man har hittills ansatt spridningen för en process som ±3 standardavvikelser, vilket ger ett utfall med någon tiondels procent av detaljerna utanför toleransområdet. Om toleransområdet i stället får motsvara ±6 standardavvikelser har man god marginal mot fel, även när ett stort antal detaljer producerats, detta förutsatt att antagandet om normalfördelning gäller och att spridningen är centrerad mot mitten av toleransområdet.

## Beskrivning
Metodiken i Sex sigma är i mångt och mycket ett hopplock av befintliga statistiska och kvalitetstekniska verktyg. Det nya är framförallt hur det hela förpackats och den mycket starka fokuseringen på ledarskapets roll. Några egenskaper som utmärker Sex sigma är:
- Strukturerat arbete med projektorganisation
- En verktygslåda som inkluderar även mer avancerade statistiska metoder
- Fokus på att mäta, styra och minska variation
- Fokus på ledarskap och resultat.

Jämfört med lean production har man ett mindre fokus på logistik och flöden. Flera av verktygen i Sex sigma finns också i bilindustrins kvalitetstandard ISO/TS16949. Sex sigma delar mycket med managementstrategin totalkvalitet.  Jämfört med kaizen som har målet att minska slöseri inom företaget genom att eliminera moment som innebär kostnader utan att de tillför något värde, så är Sex sigma fokuserat på minska slöseri i företaget genom att minska processers variation. Stora delar av Sex sigma är en omförpackning av landvinningar i kvalitetsteknik gjorda av Joseph Juran och Edwards Deming.
Bland industrikoncerner som initierat Sex sigma-program bör nämnas Motorola (som var först), General Electric och ABB. Sex sigma är förhållandevis etablerat inom den akademiska världen. Det kan ses genom att flera tekniska högskolor håller kurser i Sex sigma och att Sex sigma finns som ämne för examensarbeten i samarbete med etablerade företag.

## Strukturerat förbättringsarbete
När schemat DMAIC (Define, Measure, Analyse, Improve, Control) fungerar som tänkt kan man nå följande skillnader jämfört med mindre styrt förbättringsarbete:
Projektet är tydligt definierat och sanktionerat av företagets ledning. Beräkningar har genomförts för att se att projektet är värt att satsa på. Noggrann datainsamling för förbättringsarbete är genomförd, inklusive fakta som talar om hur processen fungerade innan projektet genomförde förändringar. Man kan alltså efter projektavslut tydligt se eventuella besparingar. Man använder avancerade statistiska verktyg:
- Regressionsanalys - finna statistiska samband mellan variabler och utfall
- Statistisk processtyrning - styra och övervaka processer
- Kapabilitetsindex - är processen duglig?
- Korrelation - se statistiska samband mellan variabler
- Hypotesprövning - är den genomförda förändringen verkligen till det bättre eller kan det lika gärna vara slumpen?
- DOE - Planerade systematiska försök med flera faktorer

Man jobbar tydligt med projektorganisation, projektledarskap, och information om projektet i företaget. Ett starkt fokus ligger på att verifiera en förändring, vilken besparing som skett och att en god lösning blir permanent och besparingen därmed permanent och verklig. I grunden handlar det om att få ett uppdrag som är värt att genomföra, få ledningens stöd och resurser, genomföra med hjälp av de bästa verktyg som finns att tillgå, visa upp en besparing och se till att lösningen blir permanent.
Det finns andra metoder för strukturerat förbättringsarbete än Sex sigma som kan ge liknande resultat. Beskrivningen ovan kan ses främst som en skillnad mellan förbättringsarbete med tydlig struktur, jämfört med ostrukturerat förbättringsarbete med bristande ledning där man inte använder accepterade verktyg inom kvalitetsteknik.

## Vanliga roller
En viktig del av lyckad implementering av Sex Ssgma är de tydliga roller med tydliga ansvar och uppgifter som är en del av konceptet. Benämningarna på rollerna har delvis ursprung från graderingssystem från kampsport. Nedan ges vanliga roller, men varianter finns.
- Executive Leadership: Sätter upp övergripande mål och ordnar så att resurser finns för lyckade projekt.
- Champions: Har det övergripande ansvaret i organisationen och är mentorer för Black belts.
- Master Black Belts: Ägnar sig åt Sex sigma på heltid, utbildar black belts, är experter på metodik och statistik. Följer projekten och ser ut lämpliga nya projekt.
- Black Belts: Leder på heltid förbättringsprojekt i organisationen. Dessa är experter på att leda projekt enligt DMAIC ge tydliga besparingar till företaget. Utbildning till Black belt innehåller vanligen dessa komponenter: Projektledning, Avancerade statistiska metoder, DMAIC, problemlösningsmetodik, Datainsamling och dataanalys, Fall och exempel på tillämpning från andra företag. Ett examinationsprojekt med en större besparing (ofta i storleksordningen 500 000 SEK)
- Green Belts: Är steget under black belt. Många mindre företag nöjer sig med green belt, medan större företag har green belt som stöd och komplement till black belt för att delta i större projekt och själv leda mindre projekt.
- Skillnaden mellan en green belt och en black belt är ungefär följande: En black belt ägnar mer eller mindre heltid åt Sex sigma-projekt medan en green belt ofta gör det på deltid vid sidan av ordinarie arbete. En green belt både deltar i och leder projekt, medan en black belt huvudsakligen leder projekt. En black belt har ofta en längre utbildning med större innehåll av avancerade statistiska metoder jämfört med en green belt.
- Yellow Belts och White Belts: Är grader från utbildningar med syftet att få baskunskap för att delta i förbättringsprojektgrupp eller att vara en del av en avdelning eller sammanhang där ett Sex sigma-projekt pågår.

## Kritik

### Originalitet
Joseph Juran, en ålderman inom kvalitetsområdet, har kritiserat Sex sigma som "a basic version of quality improvement", och noterar "[t]here is nothing new there". Stora delar av Sex sigma är en omförpackning av landvinningar in kvalitetsteknik gjorda av Joseph Juran och Edwards Deming. På samma gång har denna omförpackning tillsammans med ett fokus på företagsledningens engagemang och en tydlig struktur varit framgångsrik i flera företag, som till exempel Motorola. En balanserad syn kan vara att Sex sigma inte i första hand är något nyskapande och fantastiskt, utan snarare ett av flera sätt att strukturerat arbeta med de bästa verktygen i kvalitetsteknik.
Det bör nämnas att det dock främst är större organisationer med ekonomiska och personella resurser som har tid till att arbeta och genomföra en sådan här struktur. Sex sigma är inte i första hand en allmän och vedertagen förbättringsstruktur för gemene man och vanliga anställda utan mest för management och personer från exempelvis en ledningsgrupp med en mera akademisk bakgrund.

### Studier som analyserar konsekvenser av Sex sigma
En artikel i  Fortune konstaterar att "of 58 large companies that have announced Six Sigma programs, 91 percent have trailed the S&P 500 since". Påståendet kommer dock från ett företag som säljer en annan metod och därmed försöker konkurrera med Sex sigma, därför kan kritiken av Sex sigma-metoden ifrågasättas. Det artikeln säger är att Sex sigma är bra på det är framtagen för, men att det är "narrowly designed to fix an existing process" och inte hjälper med "coming up with new products or disruptive technologies". Flera av dessa påståenden har ifrågasatts och man har menat att de är felaktiga eller felaktig information. Dessutom används idag Sex sigma oftast i kombination med DFSS eller andra mera kundinriktade förbättringsmodeller även kompletterande metoder som även förbättrar framtagandet av nya produkter och främjar uppfinningsrikedomen.
Man har även försökt att visa att när Sex sigma används för att skära kostnader kan metodiken hindra utveckling av nya produkter. Dock är det tveksamt om detta kan härledas till Sex sigma. Inom ett företag kan många faktorer hindra utveckling, till exempel dålig ledning, undermålig personalpolitik med mera

### Statistik och målet sex standardavvikelser
Statistiker kritiserar ibland användningen av statistik i Sex sigma. Man kan också diskutera varför man valt just sex standardavvikelser som mål. Förespråkare för Sex sigma har också ibland svårt att förklara varför man räknar med just ±1.5σ som "shift and drift" som förskjutning av centrumvärdet.

### Svenska erfarenheter
I en artikel i Ny Teknik beskrivs 2007 hur det finns en trend att gå från Sex sigma och mot lean production, eller att kombinera Lean och Sex sigma, Ny Teknik intervjuar Folke Höglund, kvalitetssäkringschef på SKF, som säger följande: "Inte alls konstigt. Även om sex sigma fungerar bra på många företag, så är det Toyota som har utmanat bilindustrin och satt sin prägel på hela den industrialiserade världen." Det finns också en artikel i Ny Teknik som föreslår att småföretag har svårt att dra nytta av moderna metoder som Sex sigma. Lena Rantakyrö förklarar att "Mycket av innehållet i de moderna 'managementidéerna' är inget nytt. Det är gamla metoder som marknadsförs på ett nytt sätt och klätts i ny språkdräkt, anpassat till storföretag med flera tusen anställda."
Det finns också svenska röster som hävdar att Sex sigma och liknande metoder är ett mode som kan komma att gå över och att det är tveksamt vad de tillför företagen. Som ett argument mot detta kan nämnas följande citat: "En viktig aktivitet i fokus för SKF de senaste tre åren har varit införandet av Sex sigma. Detta går mycket bra och idag har vi 378 Black Belts. Förra året sparade vi mer än 300 miljoner kr genom våra Sex sigma projekt, en ökning med 50% från 2006."

## Andra metodiker för förbättringsarbete
- Lean production
- Totalkvalitet
- ISO/TS16949
- Kaizen